# Tatjana Sais
Tatjana Sais (née le 28 janvier 1910 à Francfort-sur-le-Main et morte le 26 février 1981 à Berlin-Ouest) est une actrice allemande. 

## Biographie
Tatjana Sais a joué dans une vingtaine de films dont Ballade berlinoise (Berliner Ballade) (1948) de Robert A. Stemmle ou Feu d'artifice (Feuerwerk) (1954) de Kurt Hoffmann.

## Filmographie partielle
- 1937 : Le Cuirassé Sebastopol de Karl Anton
- 1948 : Ballade berlinoise (Berliner Ballade) de Robert A. Stemmle
- 1954 : Feu d'artifice (Feuerwerk) de Kurt Hoffmann
- 1955 : Un vilain petit canard (Ich war ein häßliches Mädchen) de Wolfgang Liebeneiner
- 1965 : On murmure dans la ville (Dr. med. Hiob Prätorius) de Kurt Hoffmann